# Croton arboreus
Croton arboreus är en törelväxtart som beskrevs av Charles Frederick Millspaugh. Croton arboreus ingår i släktet Croton och familjen törelväxter. Inga underarter finns listade i Catalogue of Life.